# Saint-Brice, Mayenne

Saint-Brice este o comună în departamentul Mayenne, Franța. În 2009 avea o populație de 532 de locuitori.